# 社会集団
社会集団（しゃかいしゅうだん、英: social group、独: Soziale Gruppe）は、人間において、相互行為や相互関係に規則性と持続性が見られる集団を指す。血縁関係に基づく家族、同一言語の使用に基づく民族がこれに当たる。また、公衆・群衆などの非組織集団もこれに含まれる。
拉致問題や離散家族の問題を持ち出す以前にも、家族の紐帯は日常的に考えても固いが、東ドイツが社会主義を放棄した途端、ドイツ統一が実現するなど、民族の紐帯も固い。
人類だけでなく、チンパンジーにもかかわらずおなじ家族・民族に相当する社会集団が存在することが確認されている。

## 集団の種類
基礎集団は、例えば家族など、親密な近親者ベースの小さな集団である。彼らは一般的に長年の付き合いとなり、よく近くで顔を合わせあっている。
第二の集団は、基礎集団とは対照的に大規模な集団で、メンバーの関係は公に制度化されている。この集団は年を待たずに解散することもありえる。基礎集団の結成の多くは、第二の集団の中で起こる。
ほぼ普遍的に、人々は属する集団からどのように見られているかという、絆を持っている。集団個々の概念を自分自身に関連付けることで、彼/彼女の自己のアイデンティティの一部としての目標や価値観が形成し植えつけられる。
グループ形態の例には以下のようなものがある。
- ピアグループ 年齢・社会的地位・興味がほぼ似通った集まり。一般的に、話し合いの際にメンバーの発言力は平等。
- クリーク 高校・大学で作られる、非公式の細い繋がりのグループ。共通の利害を共有する。ほとんどの集まりでは、権力構造のシフトが形成される。
- クラブ  一般的にメンバー制のグループである。多くのクラブは、スポーツのような特定の活動のために作られる。
- 世帯　同じ家の中で共に暮らしている人々の集まり。家族
- コミュニティ　共通性を持った人々。時には複数の共通点を持つこともある。
- フランチャイズ 多くの場合、ビジネス事業を複数の場所で展開する組織。
- ギャング ギャングは通常、特定の地域で結成される都市でのグループ。多くの場合、彼らは互いにたむろしている。クラブのように振舞うが、クラブほど正式なものではない。
- 群衆 通常、法律に自分の意見を反映させようとする人々の集まり。普通は一時的に特別な理由のために集まる。
- 班 通常3～8人で結成される、班としての目標を達成するための小さな作業集団。
- チーム 班と同様だが、より多くのメンバーを含むことがある。